# Vultocinus
Vultocinus is een geslacht van kreeftachtigen uit de klasse van de Malacostraca (hogere kreeftachtigen).

## Soort
- Vultocinus anfractus Ng & Manuel-Santos, 2007